# 郭乃安
郭乃安（1920年—2015年10月7日），原名郭鼐安，曾用笔名施盈、楚晖、戈楠等，男，贵州盘县人，中国音乐理论家，曾任中国音乐家协会理事。